# Ștefan Dobay
Ștefan Dobay oder – ungarisch – István Dobay (* 26. September 1909 in Újszentes, Österreich-Ungarn (heute Dumbrăvița, Kreis Timiș, Rumänien); † 7. April 1994 in Târgu Mureș) war ein rumänischer Fußballspieler und -trainer ungarischer Abstammung. Er bestritt 160 Spiele in der höchsten rumänischen Fußballliga, der Divizia A, und nahm an der Fußball-Weltmeisterschaft 1934 sowie der Fußball-Weltmeisterschaft 1938 teil.

## Spielerkarriere

### Verein
Ștefan Dobay begann seine Karriere bei Banatul Timișoara, das an der Regionalmeisterschaft von Timișoara teilnahm, da die Profiliga Divizia A erst 1932 gegründet wurde. 1930 schloss er sich der Profimannschaft Ripensia Timișoara, die zunächst nicht an der rumänischen Meisterschaft teilnahm, da nur Amateurmannschaften zugelassen waren. Sie gehörte aber 1932 als Gründungsmitglied der Divizia A an und avancierte zum erfolgreichsten Klub der 1930er-Jahre. Dobay gewann mit Ripensia bis 1940 viermal die rumänische Meisterschaft und zweimal den rumänischen Pokal. Außerdem wurde er viermal Torschützenkönig. Anschließend wechselte Dobay nach Ungarn, ehe er nach dem Zweiten Weltkrieg nach Rumänien zurückkehrte und seine Karriere im Jahr 1948 beendete.

### Nationalmannschaft
Dobay bestritt insgesamt 41 Spiele für die rumänische Fußballnationalmannschaft und erzielte 19 Tore. Sein erster Einsatz fand am 25. Mai 1930 im Rahmen des Balkan-Cup 1929–31 gegen Griechenland statt. Dobay nahm an der Fußball-Weltmeisterschaft 1934 in Italien und der Fußball-Weltmeisterschaft 1938 in Frankreich teil, wo er jeweils alle Spiele betritt und in jedem Spiel ein Tor erzielte.

## Trainerkarriere

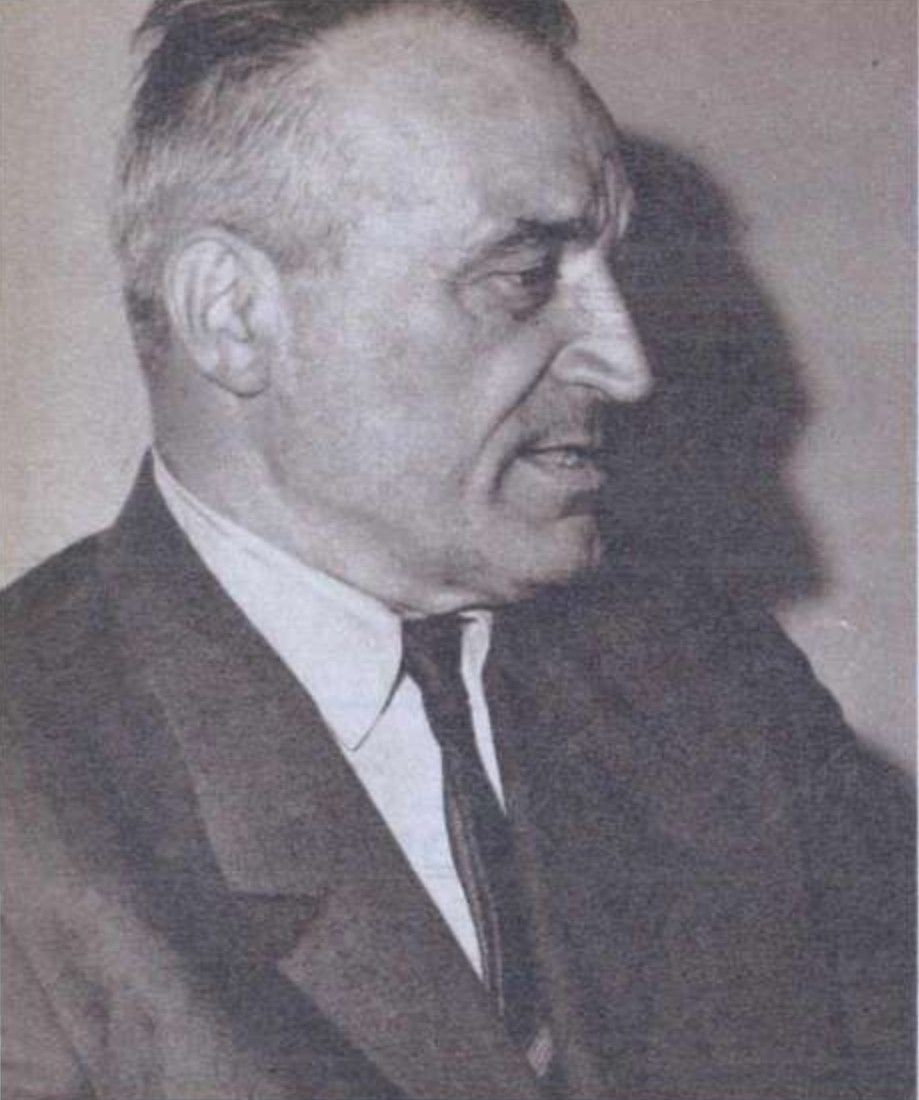
Ștefan Dobay (1968)

Nach dem Ende seiner aktiven Laufbahn schlug Dobay eine Karriere als Trainer ein. Schon in der Saison 1947/48 war er Spielertrainer seines Vereins Gaz Metan Mediaș. Anschließend übernahm er seinen Heimatverein CFR Timișoara in der Divizia A, ehe er zum Ligakonkurrenten Locomotiva Târgu Mureș wechselte, den er zunächst in der Saison 1950, später von 1952 bis 1953 trainierte. 1954 übernahm Dobay Dinamo Orașul Stalin, ehe er zu Beginn der Saison 1955 erneut in Târgu Mureș anheuerte. Im Sommer 1955 verpflichtete ihn der rumänische Spitzenklub CCA Bukarest (später Steaua Bukarest). Mit CCA gewann er einmal die Meisterschaft und einmal den Pokal. Nach zwei einjährigen Engagements bei UTA Arad und CFR Cluj beendete er 1960 aus gesundheitlichen Gründen seine Trainerkarriere und ließ sich in Târgu Mureș nieder. 1968 schaffte Minerul Bălan erstmals in seiner Geschichte den Aufstieg in die Divizia C, woraufhin Dobay von der Vereinsführung gebeten wurde, das Training zu übernehmen. Nach einigen Spielen belegte der Klub aus Bălan jedoch den letzten Platz in der 8. Serie der Liga, woraufhin Dobay sein Engagement nach wenigen Monaten beendete.

## Erfolge

### Als Spieler
- WM-Teilnehmer: 1934, 1938
- Balkan-Cupsieger: 1933
- Rumänischer Meister:  1932/33, 1934/35, 1935/36, 1937/38
- Rumänischer Pokalsieger: 1933/34, 1935/36
- Torschützenkönig der Divizia A: 1932/33, 1933/34, 1934/35, 1936/37

### Als Trainer
- Rumänischer Meister: 1956
- Rumänischer Pokalsieger: 1955